# Dwulitrowy Rajdowy Puchar Świata 1993
Dwulitrowe Rajdowe Mistrzostwa Świata 1993 – pierwszy sezon nowo utworzonego cyklu Dwulitrowy Rajdowy Puchar Świata dla samochodów dwulitrowych i mniejszych, odbywający się równolegle z Rajdowymi Mistrzostwami Świata w roku 1993 pod patronatem FIA. W cyklu wzięło udział piętnaście marek, w tym niektóre z niewielką lub żadną tradycją w rajdach światowych, takie jak Łada, Daihatsu czy Wartburg.

## Kalendarz
| Runda | Data               | Nazwa rajdu            | Zwycięzca           | Wyniki                     |
| ----- | ------------------ | ---------------------- | ------------------- | -------------------------- |
| 1     | 21-28 stycznia     | Rajd Monte Carlo       | Bruno Thiry         | 61. Rajd Monte Carlo       |
| 2     | 11-14 lutego       | Rajd Szwecji           | Per Svan            | 42. Rajd Szwecji           |
| 3     | 3-6 marca          | Rajd Portugalii        | Bruno Thiry         | 27. Rajd Portugalii        |
| 4     | 1-5 maja           | Rajd Korsyki           | Jean Ragnotti       | 37. Rajd Korsyki           |
| 5     | 29 maja-2 czerwca  | Rajd Akropolu          | Emil Triner         | 40. Rajd Akropolu          |
| 6     | 14-17 lipca        | Rajd Argentyny         | Gabriel Raies       | 13. Rajd Argentyny         |
| 7     | 5-8 sierpnia       | Rajd Nowej Zelandii    | Aleksandr Artemenko | 24. Rajd Nowej Zelandii    |
| 8     | 27-29 sierpnia     | Rajd 1000 Jezior       | Bruno Thiry         | 43. Rajd Finlandii         |
| 9     | 11-13 października | Rajd San Remo          | Bruno Thiry         | 35. Rajd San Remo          |
| 10    | 1-4 listopada      | Rajd Katalonii         | Bruno Thiry         | 29. Rajd Hiszpanii         |
| 11    | 21-24 listopada    | Rajd Wielkiej Brytanii | David Llewellin     | 49. Rajd Wielkiej Brytanii |

## Klasyfikacja końcowa producentów 2L WRC[12]
| Msc. | Producent             | Punkty |
| ---- | --------------------- | ------ |
| 1    | General Motors Europe | 74     |
| 2    | Skoda                 | 54     |
| 3    | Peugeot               | 38     |
| 4    | Citroen               | 26     |
| 5    | Łada                  | 23     |
| 6    | Renault               | 19     |
| 7    | Toyota                | 15     |
| 8    | Renault Argentyna     | 10     |
| 9    | Fiat Argentyna        | 8      |
| 10   | Volkswagen            | 4      |
| 10   | Saab                  | 4      |
| 12   | Nissan                | 2      |
| 12   | SEAT                  | 2      |
| 14   | Daihatsu              | 1      |
| 14   | Wartburg              | 1      |